# Google Chrome
Google Chrome, wymowa: [ɡuːɡəl krəʊm] – darmowa przeglądarka internetowa rozwijana przez Google. Jej kod został napisany w oparciu o rozwiązania open source częściowo oparte na innych aplikacjach (m.in. WebKit i Mozilla), z wyjątkiem wersji na iOS. Od wydania wersji 28 przeglądarka wykorzystuje silnik Blink. Przeglądarkę tę charakteryzuje oszczędność miejsca, jakie zajmuje interfejs.
Pierwsza wersja beta została wydana 2 września 2008, a pierwsza stabilna wersja została udostępniona 11 grudnia 2008. Według serwisu Statcounter.com w styczniu 2019 roku był najczęściej używaną przeglądarką internetową na świecie i używało jej 61,72% internautów. Według serwisu Netmarketshare.com w styczniu 2019 używana była przez około 67,29% internautów. W Polsce jej udział w styczniu 2019 wyniósł 26,16% oraz 33,69% na urządzeniach mobilnych, a na początku 2020 roku było to łącznie ponad 70%.

## Historia
Google Chrome został publicznie wydany jako wersja beta dla systemu Microsoft Windows 2 września 2008 w 43 językach. Przeglądarka szybko zdobyła ok. 1% udziałów w rynku, mimo że była dostępna tylko dla systemu Windows. Do października 2008 udział przeglądarki spadł do 0,69%, by w grudniu znów podnieść się do 1%.
Na początku stycznia 2009 serwis news.cnet.com doniósł, że Google planuje wydanie przeglądarki na systemy macOS i Linux w pierwszej połowie roku. Pierwsze oficjalne wersje deweloperskie pojawiły się 4 czerwca 2009, jednak Google ostrzegało, że to są wczesne wersje nienadające się do codziennego korzystania.
Wersje beta dla macOS i Linux pojawiły się w grudniu 2009. Google Chrome 5.0, który ukazał się 25 maja 2010, był pierwszą stabilną wersją na wszystkie trzy systemy.
11 stycznia 2011 menedżer produktu Chrome, Mike Jazayeri, ogłosił, że obsługa kodeków wideo H.264 dla odtwarzacza HTML5 zostanie usunięta z Chrome, powołując się na potrzebę dostosowania przeglądarki do obecnie dostępnych otwartych kodeków dostępnych w projekcie Chromium, na którym opiera się Chrome. Mimo to 6 listopada 2012 Google wydało wersję Chrome dla systemu Windows, która dodała sprzętowe dekodowanie wideo H.264. W październiku 2013 Cisco ogłosiło, że otworzyło swoje kodeki H.264 i pokryje wszystkie wymagane opłaty.
7 lutego 2012 została wydana wersja beta Google Chrome na urządzenia z systemem Android 4.0.
W 2013 roku Google opracował własny silnik o nazwie Blink, który zastąpił dotychczas używany silnik WebKit.
W maju 2017 roku Google ogłosił wersję przeglądarki Chrome dla urządzeń rozszerzonej rzeczywistości i urządzeń wirtualnej rzeczywistości.
Na sierpień 2020, Google zapowiedziało wdrożenie do Google Chrome mechanizmu, mającego na celu zablokowanie ciężkich reklam, które spowalniają działanie urządzenia.
W lutym 2023 zakończono wsparcie Chrome na Windows 7. Tym samym ostatnią wersją Chrome na Windows 7 została wersja 109.0.

## Kanały dystrybucyjne
Kanały dystrybucyjne umożliwiają różnym użytkownikom aktualizowanie programu na bieżąco pozostając w tym samym miejscu cyklu życia programu.
- kanał stabilny (ang. stable channel) – wersje dla użytkowników końcowych. Wersja stabilna aktualizowana jest automatycznie (zgodnie z cyklem wydawniczym Google) co 6 tygodni.
- kanał beta (ang. beta channel) – wersje beta, czyli z nadchodzącymi rozwiązaniami, które zostały wstępnie przetestowane. Aktualizacje następują średnio co miesiąc.
- kanał deweloperski (ang. dev channel) – wersje alfa, po pobieżnych testach, dla osób, które chcą wiedzieć nad jakimi zmianami pracują programiści. Aktualizacje raz w tygodniu.
- canary build – wersje robocze, budowane zaraz po wprowadzeniu zmian przez programistów. Google nie daje żadnych gwarancji na poprawne funkcjonowanie, czy nawet uruchomienie się takiej przeglądarki. W tej edycji program domyślnie przesyła statystyki o użytkowania funkcji i raporty po krytycznym zamknięciu programu.

## Możliwości

### Silnik renderowania stron

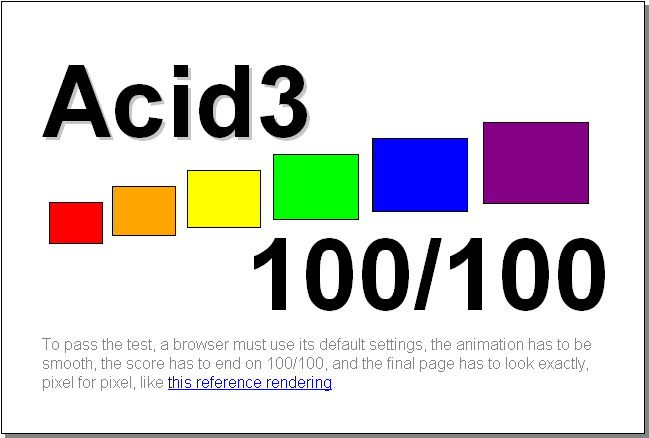
Wyniki testu Acid3 w Google Chrome 4.0

Do renderowania stron wykorzystywany był silnik WebKit, stosowany wcześniej w przeglądarce Safari. Od wersji 28.0.1500 Beta dotychczasowy silnik zastąpiono Blinkiem.
Wersja stabilna przeglądarki przechodzi test Acid2, a w Acid3 osiąga 100/100 punktów, jednak nieprawidłowo renderuje jeden element strony oraz nie przechodzi dwóch testów wydajności. Wersje deweloperskie począwszy od 4.0.249.4 renderują już wszystkie elementy poprawnie, choć ciągle mają problemy z wydajnością przy niektórych testach.

### Silnik JavaScript
Dla Google Chrome stworzony został nowy silnik JavaScript nazwany V8. W chwili premiery przeglądarki był najszybszym silnikiem na rynku według testu przygotowanego przez WebKit SunSpider JavaScript Benchmark.
Niedługo po premierze Google Chrome deweloperzy Firefoxa opublikowali testy nowego silnika tej przeglądarki – TraceMonkey (następca SpiderMonkey), pokazujące jego przewagę nad V8. Jednak kolejne wersje Google Chrome znalazły się na czele tej klasyfikacji. Pod koniec 2009 roku opublikowana została wersja 10.50 alfa Opery, z nowym silnikiem skryptowym Presto. Według serwisu BetaNews.com jest ona szybsza zarówno od Firefoxa, jak i Google Chrome.

### Rozszerzenia
W maju 2009 Google Chrome dodano możliwość instalowania rozszerzeń, początkowo tylko w wersji deweloperskiej przeglądarki i uruchamiając ją ze specjalnym parametrem. Od wersji 4.0 instalacja dodatków jest dostępna także w wersji stabilnej.
Tworzenie rozszerzeń do Chrome polega na pisaniu własnych skryptów JS; możliwe jest także wykorzystanie binarnych komponentów NPAPI. Szczegółowe informacje dotyczące rozszerzeń można znaleźć na stronach Google.
8 grudnia 2009 została udostępniona strona z około 300 dodatkami. 2 września 2010 Google podało, że w galerii dostępnych jest ponad 6 tys. rozszerzeń.
W licencji Google Chrome istnieje zastrzeżenie, które pozwala Google na zdalne usunięcie dowolnych dodatków z komputera użytkownika, jeśli będą one naruszać prawo lub zasady dla programistów.

### Motywy
Od wersji 3.0 użytkownicy mają możliwość instalowania motywów zmieniających wygląd przeglądarki. W galerii jest dostępnych wiele darmowych motywów dostępnych za pomocą przycisku „Pobierz motywy” znajdującym się w ustawieniach przeglądarki.

### Automatyczne tłumaczenie
W wersji 4.1 do przeglądarki został dodany pasek, umożliwiający przetłumaczenie strony internetowej przy użyciu Tłumacza Google. Tłumaczenie jest dostępne dla 52 języków. Gdy Chrome wykrywa język inny niż preferowany przez użytkownika język ustawiony podczas instalacji, pyta użytkownika o tłumaczenie.

## Bezpieczeństwo
Wersja 1.0 wydana 11 grudnia 2008 oraz plan techniczny deweloperów przeglądarki ds. rozszerzeń spotkał się z aprobatą recenzenta czasopisma Ars Technica: oddzielone od siebie procesy w kartach Chrome dają tej przeglądarce zwiększoną stabilność, a użytkownikom nadzieję na uzyskanie bardziej stabilnego systemu rozszerzeń, niż ten stosowany w Firefoxie 3.
Badania firmy Chapin Information Services nad modułami zarządzania przechowywanymi hasłami wskazują na to, że przeglądarka Chrome (ex aequo z Safari) najgorzej zarządza hasłami użytkowników. W teście badane były: Opera 9.62 (wynik 7/21), Firefox 3.0.4 (7/21), Internet Explorer 7.0 (5/21), Safari 3.2 (2/21), Google Chrome 1.0 (2/21).
We wrześniu 2016 roku Chrome zapowiedziało, że zacznie wyświetlać monity na stronach internetowych, które przesyłają dane logowania i dane kart kredytowych bez https. Zapowiedź dotyczyła przeglądarek Chrome w wersji 56.

### Pwn2Own
W dniach 16-18 marca 2009 na konferencji CanSecWest, poświęconej zagadnieniom komputerowego bezpieczeństwa, odbył się konkurs hackerski Pwn2Own. Żadnemu z uczestników zawodów nie udało się włamać do systemu operacyjnego poprzez przeglądarkę Google Chrome, mimo udanych ataków na pozostałe przeglądarki z wyjątkiem Firefoxa. W kolejnej edycji konkursu hakerskiego Pwn2Own, który odbył się rok później (marzec 2010), Chrome również nie został złamany. W 2011 roku firma Google oferowała 20 tysięcy dolarów dla osoby, która złamie zabezpieczenia przeglądarki, jednak nikt się nie zgłosił.

## Pozycja na rynku przeglądarek internetowych

Udział przeglądarek internetowych w latach 2009-2016 (dane na podstawie serwisu statcounter.com)

### Rynek przeglądarek na świecie
Użycie przeglądarek na świecie za StatCounter (stan na grudzień 2022):
1. Google Chrome – 65.35%
2. Safari – 10.84%
3. Microsoft Edge – 9.75%
4. Firefox – 7.47%
5. Opera – 2.87%
6. Inne – 3.73%

### Rynek przeglądarek w Polsce w 2019 roku
Użycie przeglądarek w Polsce z Ranking.pl (stan na styczeń 2019):
1. Chrome Mobile – 33,69%
2. Google Chrome – 26,16%
3. Firefox – 14,94%
4. Safari Mobile – 5,80%
5. Samsung Browser – 4,87%

### Rynek przeglądarek w Polsce w 2020 roku
Użycie przeglądarek w Polsce (stan na styczeń 2020):
1. Google Chrome – 77,32%
2. Mozilla Firefox – 6,94%
3. Samsung Internet Browser – 5,28%
4. Opera – 3,87%
5. Safari – 2,55%
6. Edge – 1,5%
7. Internet Explorer – 0,68%

### Rynek przeglądarek w Polsce w 2021
Użycie przeglądarek w Polsce (stan na maj 2021);
1. Google Chrome – 70.92%
2. Mozilla Firefox – 9.32%
3. Opera – 6.73%
4. Safari – 4.36%
5. Edge – 3.99%
6. Samsung Internet Browser – 3.9%